# 1. česká hokejová liga 1999/2000
1. česká hokejová liga 1999/2000 byla 7. ročníkem druhé nejvyšší české hokejové soutěže.

## Fakta
- 7. ročník samostatné druhé nejvyšší české hokejové soutěže
- V prolínací extraligové kvalifikaci HC Dukla Jihlava proti HC Vítkovice (poslední tým extraligy) neuspěla - prohrála 0:4 na zápasy
- V prolínací baráži o 1. hokejovou ligu se udržel HC Holba Draci Šumperk, zatímco SHC Vajgar Jindřichův Hradec sestoupil do 2. ligy. Do dalšího ročníku 1. ligy postoupil HC Slovan Ústí nad Labem.
- Tým HC 99 TL Mělník prodal po konci ročníku svoji prvoligovou licenci do HC Ytong Brno.

### Systém soutěže
Všech 14 týmů se nejprve utkalo v základní části dvoukolově každý s každým a následně všechny sudé týmy se všemi lichými týmy doma a venku. Osm nejlepších týmů postoupilo do play-off, které se hrálo na 3 vítězné zápasy. Vítěz finále play off postoupil do baráže o extraligu s nejhorším extraligovým celkem.
Týmy, které skončily na 9. až 14. místě, hrály dvoukolově o udržení. Do skupiny o udržení se započítávaly všechny výsledky ze základní části. Nejhorší dva celky této skupiny musely svoji prvoligovou příslušnost hájit v čtyřčlenné baráži o první ligu, do které postoupily nejlepší dva týmy play off 2. ligy.

## Základní část

### Konečná tabulka
| Vysvětlivka                   |
| ----------------------------- |
| Postup do čtvrtfinále playoff |
| Účastník play out             |

| Poř. | Tým                          | Z  | V  | R  | P  | VG  | OG  | B  |
| ---- | ---------------------------- | -- | -- | -- | -- | --- | --- | -- |
| 1.   | KLH Chomutov                 | 40 | 25 | 4  | 11 | 141 | 81  | 54 |
| 2.   | SK Horácká Slavia Třebíč     | 40 | 24 | 4  | 12 | 146 | 99  | 52 |
| 3.   | HC Dukla Jihlava             | 40 | 18 | 12 | 10 | 108 | 90  | 48 |
| 4.   | IHC Písek                    | 40 | 18 | 10 | 12 | 127 | 108 | 46 |
| 5.   | HC Senators Rosice           | 40 | 17 | 11 | 12 | 107 | 109 | 45 |
| 6.   | HC Berounští Medvědi         | 40 | 15 | 11 | 14 | 136 | 113 | 41 |
| 7.   | HC 99 TL Mělník              | 40 | 18 | 5  | 17 | 116 | 120 | 41 |
| 8.   | HC Slezan Opava              | 40 | 15 | 10 | 15 | 106 | 102 | 40 |
| 9.   | SK Kadaň                     | 40 | 17 | 6  | 17 | 113 | 110 | 40 |
| 10.  | HC Prostějov                 | 40 | 14 | 9  | 17 | 125 | 157 | 37 |
| 11.  | HC Stadion Liberec           | 40 | 14 | 8  | 18 | 103 | 120 | 36 |
| 12.  | HC Kometa Brno               | 40 | 15 | 3  | 22 | 112 | 141 | 33 |
| 13.  | SHC Vajgar Jindřichův Hradec | 40 | 14 | 1  | 25 | 102 | 135 | 29 |
| 14.  | HC Holba Draci Šumperk       | 40 | 8  | 2  | 30 | 98  | 155 | 18 |

### Hráčské statistiky základní části

#### Kanadské bodování
Toto je konečné pořadí hráčů podle dosažených bodů. Za jeden vstřelený gól nebo přihrávku na gól hráč získal jeden bod.
| Poř. | Hráč            | Tým                      | Z  | G  | A  | B  | TM | +/- |
| ---- | --------------- | ------------------------ | -- | -- | -- | -- | -- | --- |
| 1.   | Jiří Cmunt      | HC Berounští Medvědi     | 39 | 21 | 30 | 51 | 38 | 9   |
| 2.   | Martin Mihola   | HC Kometa Brno           | 39 | 17 | 32 | 49 | 94 | 1   |
| 3.   | Kamil Koláček   | KLH Chomutov             | 35 | 19 | 24 | 43 | 14 | 14  |
| 4.   | Petr Jíra       | KLH Chomutov             | 40 | 18 | 23 | 41 | 18 | 11  |
| 5.   | Tomáš Mikolášek | HC Kometa Brno           | 36 | 13 | 28 | 41 | 58 | -4  |
| 6.   | Oldřich Bakus   | SK Horácká Slavia Třebíč | 39 | 18 | 21 | 39 | 44 | 9   |
| 7.   | Roman Hlouch    | SK Horácká Slavia Třebíč | 40 | 21 | 16 | 37 | 71 | 4   |
| 8.   | Tomáš Klimt     | HC 99 TL Mělník          | 40 | 16 | 21 | 37 | 26 | -4  |
| 9.   | David Míka      | IHC Písek                | 40 | 17 | 17 | 34 | 33 | 6   |
| 10.  | Jaroslav Roubík | HC Berounští Medvědi     | 38 | 10 | 24 | 34 | 10 | 5   |

#### Hodnocení brankářů
Toto je konečné pořadí nejlepších deset brankářů.
| Poř. | Hráč              | Tým                            | Z  | MIN  | OG | PZ   | PS   | POG  | Úsp%  |
| ---- | ----------------- | ------------------------------ | -- | ---- | -- | ---- | ---- | ---- | ----- |
| 1.   | Lukáš Sáblík      | HC Dukla Jihlava               | 31 | 1859 | 59 | 850  | 909  | 1.90 | 93.51 |
| 2.   | Marcel Kučera     | SK Kadaň                       | 36 | 2081 | 90 | 1252 | 1342 | 2.59 | 93.29 |
| 3.   | Pavel Maláč       | KLH Chomutov                   | 24 | 1226 | 43 | 551  | 594  | 2.10 | 92.76 |
| 4.   | Robert Slávik     | IHC Písek                      | 39 | 2289 | 94 | 1181 | 1275 | 2.46 | 92.63 |
| 5.   | Kamil Jarina      | KLH Chomutov                   | 26 | 1464 | 52 | 646  | 698  | 2.13 | 92.55 |
| 6.   | Martin Altrichter | HC eD's System Senators Rosice | 38 | 2170 | 96 | 1173 | 1269 | 2.65 | 92.44 |
| 7.   | Zdeněk Kučírek    | SK Horácká Slavia Třebíč       | 26 | 1367 | 49 | 596  | 645  | 2.15 | 92.40 |
| 8.   | Petr Kůs          | HC 99 TL Mělník                | 24 | 1299 | 54 | 638  | 692  | 2.49 | 92.20 |
| 9.   | Petr Kuběna       | HC Kometa Brno                 | 15 | 840  | 43 | 504  | 547  | 3.07 | 92.14 |
| 10.  | Jiří Trvaj        | HC Slezan Opava                | 15 | 898  | 36 | 415  | 451  | 2.41 | 92.02 |

## Vyřazovací boje
|  | Čtvrtfinále              | Čtvrtfinále      |                  |   | Semifinále | Semifinále |  |  | Finále | Finále |
|  |                          |                  |                  |   |            |            |  |  |        |        |
|  |                          |                  |                  |   |            |            |  |  |        |        |
|  | KLH Chomutov             | 3                |                  |   |            |            |  |  |        |        |
|  | KLH Chomutov             | 3                |                  |   |            |            |  |  |        |        |
|  | HC Slezan Opava          | 1                |                  |   |            |            |  |  |        |        |
|  | HC Slezan Opava          | 1                | KLH Chomutov     | 3 |            |            |  |  |        |        |
|  |                          |                  | KLH Chomutov     | 3 |            |            |  |  |        |        |
|  |                          | HC 99 TL Mělník  | 0                |   |            |            |  |  |        |        |
|  | SK Horácká Slavia Třebíč | HC 99 TL Mělník  | 0                | 2 |            |            |  |  |        |        |
|  | SK Horácká Slavia Třebíč |                  |                  | 2 |            |            |  |  |        |        |
|  | HC 99 TL Mělník          | 3                |                  |   |            |            |  |  |        |        |
|  | HC 99 TL Mělník          | 3                | KLH Chomutov     | 2 |            |            |  |  |        |        |
|  |                          |                  | KLH Chomutov     | 2 |            |            |  |  |        |        |
|  |                          | HC Dukla Jihlava | 3                |   |            |            |  |  |        |        |
|  | HC Dukla Jihlava         | HC Dukla Jihlava | 3                | 3 |            |            |  |  |        |        |
|  | HC Dukla Jihlava         |                  |                  | 3 |            |            |  |  |        |        |
|  | HC Berounští Medvědi     | 0                |                  |   |            |            |  |  |        |        |
|  | HC Berounští Medvědi     | 0                | HC Dukla Jihlava | 3 |            |            |  |  |        |        |
|  |                          |                  | HC Dukla Jihlava | 3 |            |            |  |  |        |        |
|  |                          | IHC Písek        | 0                |   |            |            |  |  |        |        |
|  | IHC Písek                | IHC Písek        | 0                | 3 |            |            |  |  |        |        |
|  | IHC Písek                |                  |                  | 3 |            |            |  |  |        |        |
|  | HC Senators Rosice       | 1                |                  |   |            |            |  |  |        |        |
|  | HC Senators Rosice       | 1                |                  |   |            |            |  |  |        |        |

## Čtvrtfinále
- KLH Chomutov - HC Slezan Opava 3:1 (5:1, 5:2, 1:3, 3:1)
- SK Horácká Slavia Třebíč - HC 99 TL Mělník 2:3 (3:2 P, 7:0, 4:5, 1:3, 2:4)
- HC Dukla Jihlava - HC Berounští Medvědi 3:0 (4:3 SN, 1:0 P, 4:2)
- IHC Písek - HC Senators Rosice 3:1 (5:2, 5:3, 5:6 P, 3:2)

## Semifinále
- KLH Chomutov - HC 99 TL Mělník 3:0 (5:3, 3:0, 2:0)
- HC Dukla Jihlava - IHC Písek 3:0 (2:1, 4:1, 3:0)

## Finále
- KLH Chomutov - HC Dukla Jihlava 2:3 (5:2, 6:0, 0:2, 2:6, 2:4)

Dukla Jihlava postoupila do baráže o extraligu, ve které narazila na HC Vítkovice. V baráži ale prohrála 0:4 na zápasy, a tak zůstala v 1. lize i pro další sezonu.

## Skupina o udržení
| Poř. | Tým                          | Z  | V  | R  | P  | VG  | OG  | B  |
| ---- | ---------------------------- | -- | -- | -- | -- | --- | --- | -- |
| 9.   | HC Stadion Liberec           | 50 | 21 | 10 | 19 | 137 | 139 | 52 |
| 10.  | SK Kadaň                     | 50 | 21 | 7  | 22 | 146 | 142 | 49 |
| 11.  | HC Prostějov                 | 50 | 18 | 9  | 23 | 158 | 196 | 45 |
| 12.  | HC Kometa Brno               | 50 | 18 | 6  | 26 | 142 | 180 | 42 |
| 13.  | SHC Vajgar Jindřichův Hradec | 50 | 20 | 1  | 29 | 135 | 165 | 41 |
| 14.  | HC Holba Draci Šumperk       | 50 | 10 | 3  | 37 | 119 | 183 | 23 |

- Do skupiny o udržení se započítávaly i všechny výsledky ze základní části.
- Týmy Jindřichova Hradce a Šumperka musely svoji prvoligovou příslušnost obhajovat v baráži.

## Baráž o 1. ligu
| Poř. | Tým                          | Z | V | R | P | VG | OG | B  |
| ---- | ---------------------------- | - | - | - | - | -- | -- | -- |
| 1.   | HC Slovan Ústí nad Labem     | 6 | 5 | 0 | 1 | 28 | 12 | 10 |
| 2.   | HC Holba Draci Šumperk       | 6 | 3 | 1 | 2 | 14 | 17 | 7  |
| 3.   | HC Ytong Brno                | 6 | 2 | 1 | 3 | 15 | 20 | 5  |
| 4.   | SHC Vajgar Jindřichův Hradec | 6 | 0 | 2 | 4 | 7  | 15 | 2  |

HC Holba Draci Šumperk se udržel, zatímco SHC Vajgar Jindřichův Hradec sestoupil do 2. ligy. Do dalšího ročníku 1. ligy postoupil HC Slovan Ústí nad Labem.